# 6774 Vladheinrich
6774 Vladheinrich è un asteroide della fascia principale. Scoperto nel 1988, presenta un'orbita caratterizzata da un semiasse maggiore pari a 2,1945309 UA e da un'eccentricità di 0,0915659, inclinata di 0,97313° rispetto all'eclittica.